# Зіткнення поїздів у Веньчжоу
28°00′42″ пн. ш. 120°35′22″ сх. д. / 28.011666666667° пн. ш. 120.58944444444° сх. д.
Зіткнення поїздів у Веньчжоу — транспортна залізнична аварія, що сталася 23 липня 2011 року. Два високошвидкісних поїзда, які подорожували по залізниці Yongtaiwen зіткнулися на естакаді в передмісті Веньчжоу, Чжецзян провінції, Народної Республіки Китай.
Поїзди зійшли з рейок, а чотири вагони впали з віадука. При цьому загинуло 40 людей, близько 192 отримали поранення, 12 з яких отримали важкі тілесні ушкодження. Ця серйозна катастрофа була спричинена як критичними дефектами конструкції, так і грубим керівництвом компанії-потяга-кулі. Чиновники поспіхом завершили рятувальні роботи та розпорядились поховати вагони, які зійшли з рейок. Такі дії викликали сильну критику з боку китайських ЗМІ та інтернет-спільнот. У відповідь уряд видав розпорядження щодо обмеження висвітлення події у ЗМІ.
Зіткнення — це єдина смертельна катастрофа із залученням високошвидкісної залізниці (HSR) у Китаї.
Аварія глибоко вплинула на розвиток високошвидкісної залізниці в Китаї . Довіра громадськості до високошвидкісної залізниці погіршилась. Будівництво високошвидкісних залізничних ліній у Китаї було тимчасово призупинено внаслідок розслідування аварії. Швидкість руху на інших основних високошвидкісних залізничних лініях у Китаї була зменшена. А репутація Китаю у галузі високошвидкісних залізничних технологій була вивчена на міжнародному рівні.
У відповідь на аварію міністр залізниць Шен Гуандзу оголосив комплексний двомісячний огляд безпеки на залізниці. Офіційне розслідування, проведене в грудні 2011 року, указало на несправні сигнальні системи, а також низку збоїв в управлінні з боку залізничних службовців при виконанні належної процедури.
Аварія та подальші вдосконалення безпеки допомогли запобігти подальшим аваріям у високошвидкісній залізничній мережі Китаю. Протягом 2012—2019 років у високошвидкісній залізничній мережі Китаю не було серйозних аварій.

## Передумови
Уряд Китаю вклав мільярди доларів у розширення своєї високошвидкісної залізничної мережі за останні роки.

### Технологія, що використовується

#### Сигналізація
Системи залізничної сигналізації призначені для запобігання потраплянню будь-якого поїзда на ділянку колії, зайняту іншим поїздом. Але під час зіткнення Веньчжоу пройшов збій сигналу. Пекінський національний залізничний науково-дослідний та проектно-конструкторський інститут сигналів та зв'язку від 28 липня 2011 р. оголосив про те, що сигнальне обладнання мав конструктивний недолік, і що аварія була результатом збою сигналу.
Технологія сигналізації встановлена на китайських лініях від 200 до 250 км/год в високошвидкісні лінії, в тому числі залізниці Нінбо — Тайчжоу — Веньчжоу, де сталася аварія, є китайська система управління поїздами CTCS-2, що є китайською версією Європейської системи управління поїздами Рівень 1. Система CTCS-2 використовує класичну технологію колійних ланцюгів для виявлення присутності поїзда на відрізку колії. Крім того, CTCS-2 використовує як балізи з фіксованими даними (змонтовані на доріжці транспондери), так і баліси з керованими даними, керовані лінійним електронним блоком (LEU), для передачі необхідної інформації та сигнальних інструкцій від Центру управління поїздами до поїздів. Інформація та сигнальні вказівки передаються балізами як «телеграми», які приймаються модулем передачі балізи, встановленим під головкою поїзда, і надсилаються на бортовий «життєво важливий комп'ютер» для декодування. Використовуючи отримані дані, комп'ютер обчислює «криву регулювання швидкості», що показує максимальну швидкість, яку може підтримувати поїзд, дозволяючи достатній гальмівний шлях перед будь-якою небезпекою. Інформація відображається машиністу поїзда на моніторі. Якщо водій знехтує цією інформацією, перевищивши швидкість, або потрапить у небезпечну зону, Vital Computer може автоматично застосувати гальмо.
Китайська влада не надала жодного логічного пояснення, чому захисні механізми, вбудовані в сигнальну технологію CTCS-2, не спрацювали під час зіткнення Веньчжоу. Офіційні оголошення Китаю були і розгубленими, і заплутаними. Лушенг, начальник Шанхайського залізничного бюро, цитував слова, що пристрій «не зміг перетворитися із зеленого на червоний». Але поїзди, обладнані CTCS-2, не покладаються на машиністів, які спостерігають зелені або червоні придорожні сигнали; перед машиністом є контрольований комп'ютером монітор. Перші повідомлення говорили про зупинку поїзда D3115 ударом блискавки, але це не призвело б до аварії. На другий поїзд D301 не можна було наїжджати. Чи було зупинено поїзд D3115 блискавкою, чи з якоїсь іншої причини, не має значення.
Нечіткі та плутані офіційні повідомлення все частіше натякали на те, що удар блискавки призвів до несправності деякого встановленого на узбіччі сигнального обладнання. Якщо обладнання не було надійно захищеним, неправильна реакція персоналу може призвести до аварії.
4 серпня 2011 року високопоставлений працівник з охорони праці виключив можливість стихійного лиха, яке спричинило катастрофу поїзда. «Тепер я можу точно сказати, що це не стихійне лихо», — сказав Хуан І, речник і провідний чиновник Державного управління охорони праці, під час онлайн-чату, проведеного в режимі онлайн people.com.cn підрозділ People Daily.
Офіційне розслідування завершилось у грудні 2011 року. Воно звинуватило несправні сигнальні системи, які не попередили другий поїзд на тій самій колії, а також низку збоїв в управлінні з боку залізничних службовців при виконанні належної процедури .

#### Рухомий склад

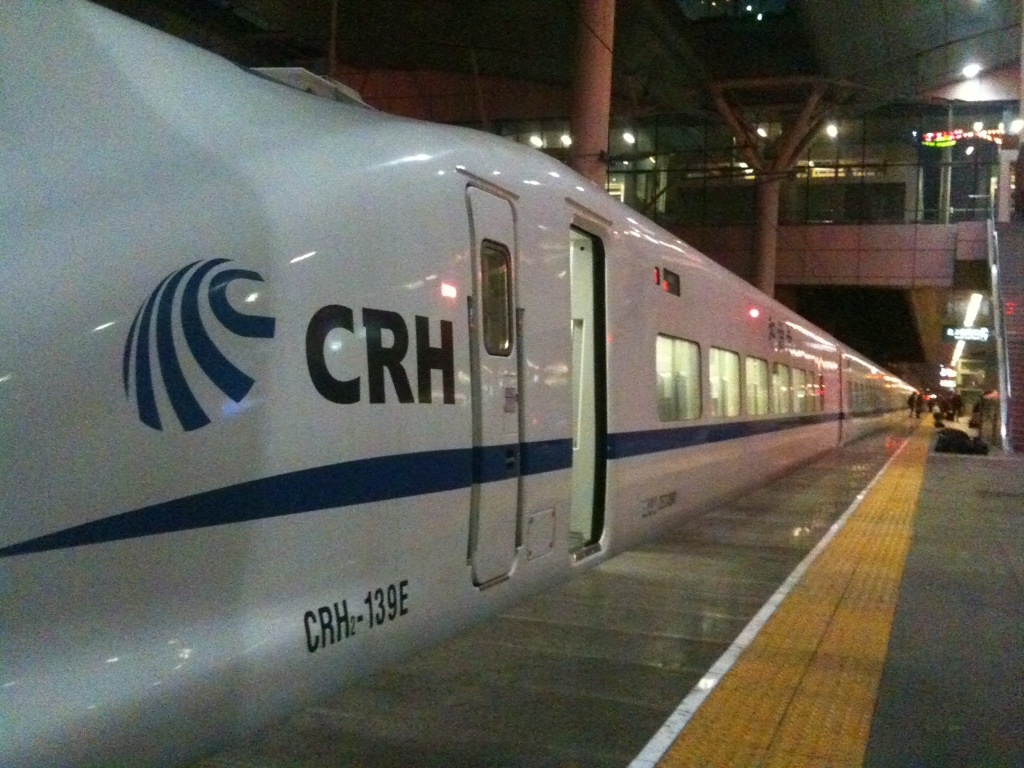
CRH2-139E, поїзд, який був зруйнований унаслідок аварії. Цей знімок було зроблено в лютому 2011 року, за п'ять місяців до аварії.

Два задіяні поїзди базувались на технологіях Bombardier та Kawasaki . Поїзд CRH1-046B є варіантом шведської бомбардирської Регіни, тоді як другий поїзд CRH2-139E є похідною від японського «потяга-кулі»' серії E2 Shinkansen.

## Хронологія нещасного випадку
23 липня, приблизно о 20:00 CST, CRH поїзд D3115 (CRH1 -046B), який віз тисяча сімдесят два осіб з Ханчжоу в Фучжоу Південної застопорився по естакаді біля річки Оу. У цей час поїзд CRH D301 (CRH2-139E), який перевозив 558 людей із Південного Пекіна до Фучжоу, врізався у задній кінець стаціонарного поїзда D3115.
Спочатку сповістили, що причиною аварії став удар блискавки в одну з повітряних ліній електропередач лінії через грозу, що відбулася за 32 км на південь та 97 км на захід від віадуку. Повідомили, що блискавка вдарила в поїзд, через що він зупинився на колії. Алечерез п'ять днів після інциденту Пекінський національний залізничний науково-дослідний інститут сигналів та зв'язку заявив у звіті, що сигнал на колії не став червоним, а персоналу не вдалося помітити помилку.
У звіті офіційного розслідування від грудня 2011 року було опубліковано більш детальний опис аварії. Перший поїзд D3115 був зупинений не втратою потужності внаслідок удару блискавки, а зупиненою сигнальною системою автоматичного захисту поїздів (АТП). Блискавка вдарила в прибічну частину сигнального вузла LKD2-T1, перегоріли його запобіжники та порушилось правило, згідно з яким воно повинно бути «безпечним». Це стало причиною отриманнюя неправильної інформації в центрі управління про те, що ділянка колії, на якій стояв поїзд D3115, вільна. Машиніст Хе Лі поїзда D3115 працював, щоб подолати АТП, і після більше семи хвилин очікування, о 20:29 він знову перемістив поїзд, замінивши АТП. Коли поїзд D3115 увійшов до наступної ділянки колії, де система вказує на наявність поїзда і центр управління побачив, що ділянка колії зайнята. Але машиніст Пан Іхен з наступного поїзда D301 вже отримав вказівки рухатися на ділянку колії, де зупинено D3115, коли центр управління мав неправдиві вказівки на те, що колія незайнята. Від центру управління було відправлено повідомлення про те, що D301 слід діяти обережно, та менш ніж через півхвилини поїзд D301 зіткнувся з поїздом D3115.
П'ятнадцятий і шістнадцятий автобуси в задній частині D3115 та чотири передні автобуси D301 були зірвані з рейок — чотири автобуси впали з віадуку. Три вагони зупинилися горизонтально на землі внизу, тоді як четверта зупинилася вертикально, один кінець на землі, а один кінець притулився до віадуку.
На місці аварії працювали медичні бригади лікарні Чжецзян № 1, лікарні Чжецзян No2, Народної лікарні провінції Чжецзян та лікарні Тайчжоу. Увечері 500 жителів Веньчжоу здали кров у відповідь на звернення місцевого банку крові по радіо.
Лю Хонтаохе, який пережив аварію, в інтерв'ю Центральному телебаченню Китаю згадував, що «поїзд раптово сильно затрясся, розкидаючи багаж навколо. Пасажири кричали про допомогу, але жодна команда не реагувала». 25 липня CCTV повідомила, що Міністерство залізниць заявило, що 39 людей було вбито та 192 поранено. Дворічний Сян Вейї був останньою людиною, яку врятували через 21 годину після аварії поїзда. Її батьки загинули в результаті аварії.

## Реакція уряду
Генеральний секретар Комуністичної партії Китаю Ху Цзіньтао і прем'єр Державної ради Вень Цзябао закликали «до всебічних зусиль із порятунку пасажирів». Потягові операції на лінії були припинені, а пошкоджена інфраструктура відремонтована. На місце аварії в обід 24 липня прибув міністр залізниць Шен Гуандзу. Він вибачився за жахливу аварію і наказав провести розслідування нещасного випадку. Віце-прем'єр-міністр Чжан Децзян прилетів до Веньчжоу, щоб очолити рятувальні роботи.
Відразу після катастрофи було звільнено трьох високопосадовців залізниці, про це повідомило Міністерство залізниць. Це Лонг Цзин — керівник Шанхайського залізничного бюро; Лі Цзя — секретар партії та заступник начальника бюро Хен Шенлі. Уряд Китаю звільнив міністра залізниць Лю Чжицзюня в лютому 2011 року за підозрою, що він взяв на себе 800 мільйони юанів відкатів, пов'язаних із контрактами на розширення залізничного транспорту. Чжан Шугуан, заступник головного інженера залізниць Китаю, також був заарештований у лютому 2011 року за те, що ніби то він зібрав 2,8 мільярдів доларів США  на закордонних рахунках. Уряд розпорядився провести двомісячну загальнонаціональну кампанію безпеки 26 липня. Шен Гуандзу вибачився за зіткнення від імені департаменту залізниць і сказав, що кампанія буде зосереджена на вдосконаленні високошвидкісної мережі Китаю.
Але урядовці не пояснили, чому другий поїзд, не був попереджений про небезпеку до того, як сталася аварія.
Згідно із заявою Асоціації адвокатів Веньчжоу, адвокатам було наказано не розглядати справи, оскільки «аварія є важливим делікатним питанням, що стосується соціальної стабільності». Пізніше Судове бюро Веньчжоу вибачилося за цю заяву.
Зіткнення поїздів у Веньчжоу негативно вплинуло на програму швидкісних залізниць Китаю. Китайський уряд створив комісію з розслідування нещасного випадку. 10 серпня 2011 р. китайський уряд оголосив, що призупиняє затвердження будь-яких нових високошвидкісних залізничних ліній до результатів розслідування. Міністр залізниць оголосив про подальше скорочення швидкості китайських швидкісних поїздів, при цьому швидкість поїздів другого рівня «D» зменшилася з 250 до 200 км/год. Швидкість поїзда між Шанхаєм і Ханчжоу був зменшений до 300 км/год (186 миля/год) станом на 28 серпня 2011 р. Для пасажирів, які постраждали, 16 серпня 2011 року ціни на квитки на китайські швидкісні поїзди були знижені на 5 %.
Аварія поїзда викликала гнів громадськості щодо безпеки швидкісних поїздів у Китаї. Також вона мала вплив на амбіції Китаю експортувати дешеві високошвидкісні технології поїздів до інших країн.
У листопаді 2011 року підконтрольна державі The Beijing News повідомила, що китайський уряд дійшов до виснвку, що виною зіткнення є «погане управління місцевою залізничною адміністрацією». У підсумковому звіті було визнано винними 54 чиновника, а також недоліки в дизайні місцевого центру управління та деяких бортових компонентів.

### Офіційні директиви ЗМІ
Владу Китаю звинуватили у спробі замовчування причин катастрофи. Так відділ пропаганди Комуністичної партії Китаю наказав ЗМІ не відправляти на місце події репортерів, не надто часто повідомляти і не пов'язувати цю історію з розвитком швидкісних залізниць. Тим не менше, за даними BBC, кілька китайських газет опублікували редакційні статті з критикою залізничного міністерства, а державна компанія Global Times мала надзвичайно різку редакційну статтю.
У п'ятницю, 29 липня, було видано другу директиву, яка забороняла будь-яке висвітлення сюжету «за винятком позитивних новин або новин, виданих владою». Заборона була порушена пекінським щотижневиком The Economic Observer, який опублікував вісім сторінок 30 липня листом на першій сторінці обіцяв переслідувати правду від імені Сян Вейї, 2-річної дівчинки, яка вижила та залишилася сиротою внаслідок аварії.

## Розслідування
28 грудня 2011 року оприлюднили офіційний звіт для громадськості про розслідування нещасних випадків, представлений Державній раді. Згідно зі звітом, аварія сталася через серйозні дефекти конструкції обладнання диспетчерського центру, недостатній огляд обладнання та невміння швидко реагувати на несправність обладнання. У звіті зазначено, що 54 посадові особи несуть відповідальність за аварію. Найвищим чиновником, причетним до звіту, є колишній міністр Лю Чжицзюнь, який звинувачувався в корупції до аварії, у неналежному підвищенні швидкості експлуатації залізниці Нінбо-Тайчжоу-Веньчжоу та стисканні графіка будівництва залізниці, що призвело до скорочення перевірки безпеки лінії. Він також не призначив належні обов'язки новоствореному офісу в рамках МОР для нагляду за високошвидкісними залізничними лініями, призначеним для пасажирів, не вирішив бюрократичного дублювання контролю за безпекою HSR у Міністерстві, що послабило регуляторний контроль, що призвело до введення в експлуатацію несправного сигнального обладнання LKD2-T1. Серед інших високопоставлених посадових осіб MOR — заступник міністра Лу Дунфу, головний інженер MOR Хе Хуауу та колишній заступник головного інженера MOR Чжан Шугуан.
Звіт також звинувачує керівників та інженерів China Railway Signal & Communications Corp., яка проектувала, виготовляла та встановлювала дефектне обладнання, керівникам корпорації Jingfu Railway (Anhui), що дозволили встановити несправне обладнання з порушенням умов договору. Винуваті численні чиновники Шанхайського залізничного бюро, яке експлуатує лінію, в тому числі колишній начальник бюро Лонг Цзин, звільнений незабаром після аварії, а також заступник начальника бюро Ван Фенг, який наказав закопати вагони потерпілих потягів у ямах, викопаних на місці. Начальника та заступника начальника Південного вокзалу Веньчжоу звинувачують за неналежний нагляд за працівниками. Занг Кай — працівник Південного вокзалу Веньчжоу, який виявив збій сигналу на поїзді D3212, але не зв'язався з поїздом D301, порушуючи протокол.

## Реакція
—Wang Yongping, Ministry of Railways spokesman
Рятувальні роботи завершились менш ніж за добу після аварії, а пошкоджені вагони поїздів було розбито екскаваторами і поховано неподалік. Залізничне міністерство виправдовувало поховання тим, що потяги містили цінні технології «національного рівня», які могли бути вкрадені. Однак через кілька годин після того, як рятувальникам було наказано припинити пошук вцілілих, 2-річну дівчинку знайшли живою в уламках.

Китайські ЗМІ особливо скептично ставились до зусиль щодо порятунку, зокрема до поховання поїздів. На прес-конференції речник міністерства залізниць Ван Йонпін сказав, що поховання відбулося для сприяння рятувальним роботам. Не було жодних доказів того, що експерти чи посадові особи заходили у передній вагон, щоб з'ясувати причини аварії, коли його поховали. Сім'ї жертв катастрофи були обурені неадекватним розслідуванням, а також поганою організацією та полегшенням наслідків катастрофи. Зображення уламків, викинутих до ям, широко поширювалися в Інтернеті і призвели до спекуляцій щодо можливих неправильних дій з боку уряду або приховування доказів, що мають вирішальне значення для триваючого розслідування. 
—Qiu Qiming, CCTV current affairs anchor
Китайські ЗМІ, як незалежні, так і державні, незважаючи на розпорядження Департаменту з питань реклами, прямо критикували Міністерство залізниць і висловлювали скептицизм щодо уряду.

Так Цю Цімін із програми «24 години» розпочав ефірну тираду про китайське суспільство:
Якщо ніхто не може бути в безпеці, ми все ще хочемо такої швидкості? Чи можемо ми їхати безпечними поїздами? І якщо і коли трапиться велика аварія, чи не можемо ми поспішати поховати поїзди? Чи можемо ми дозволити людям базове почуття безпеки? Китай, будь ласка, пригальмуйте. Якщо ви занадто швидкі, ви можете залишити душі своїх людей позаду.
Рен Сяньфан, старший аналітик IHS Global Insight у Пекіні, заявив, що темпи розвитку в Китаї були «феноменальними», але попередив, що вони не можуть бути збережені в довгостроковій перспективі.
Машиніст розбитого поїзда Пан Іхен намагався запобігти погіршенню катастрофи. Він зробив все, щоб загальмувати поїзд, в результаті ручка гальма пробила йому грудну клітку при аварії. Зазначалося, якби він не діяв так, як мінімум ще один вагон поїзда зійшов би з рейок, що, ймовірно, збільшило б кількість загиблих.

### Фондові ринки
Акції корпорації CSR, яка побудувала один із двох поїздів у спільному підприємстві з канадською компанією Bombardier Inc, впали на 14 %. Акції компанії China Automation Group Ltd., яка відповідала за проектування та виробництво систем безпеки та контролю на залізницях, 24 та 25 липня впали на 19 %. Акції Китайського залізничного будівництва впало на 6,7 %. Акції China Railway Group також тимчасово знизились на 7,7 %.

### За океаном
Едвін Мернер, президент компанії Atlantis Investment Research Corp. в Токіо, вважав, що аварія призведе до тимчасової втрати довіри до китайських залізничних технологій.
Китайські інтернет-коментатори та міжнародні видання вказували, що Японія ніколи не зазнавала аварії на своїх високошвидкісних залізничних лініях, незважаючи на те, що експлуатується більше 40 років. Японські експерти збільшували масштаб аварії. У редакційній статті під назвою «Уряд Китаю повинен припинити приховування, ослабляючи життя», «Дейлі Йоміурі» закликав до національного ремонту систем сигналізації та високо оцінив роль соціальних мереж. Журнал «Економіст» виступив у статті проти китайського уряду, стверджуючи, що аварія «показала межі диктатури». На думку Міллера-МакКуна, Шенк і Вассерстрем висловили думку, що катастрофа знаменує серйозну «кризу легітимності» для китайського уряду і може означати кінець «впевненої ери». Девід Бандурскі писав у «Інтернешнл Нью-Йорк таймс» що аварія та її реакція «є символом бездушної, не реагуючої політичної культури, яка надає пріоритет негайним результатам перед суспільним добробутом та підзвітністю». Бандурський назвав розвиток високошвидкісного залізничного транспорту в Китаї нежиттєздатним заходом, заглибленим політичними інтригами, корупцією та менталітетом у стилі «Великого стрибка вперед».
Навпаки, Роберт Зелігер із зовнішньої політики проводив порівняння між записами безпеки на залізниці Китаю та Індією та США. Посилаючись на журналіста Ллойда Лофтауза, Зелігер зазначає, що між 2007 і часом аварії в Веньчжоу 20 % із 177 аварій за цей період насправді сталися в США, 15 % в Індії та лише 4 % у Китаї. Він підкреслив значно більший рівень смертності в результаті нещасних випадків на залізницях Індії.

### Наслідки
Станом на червень 2020 року аварія залишається єдиною серйозною аварією на китайській високошвидкісній залізничній мережі, на яку зараз припадає дві третини загальної швидкісної залізниці у світі, щороку перевозить понад 2 мільярди пасажирів і все ще переживає великі розширення масштабу.